# Eleonora Bernadotte
Eleonora Bernadotte (szw. Leonore Lilian Maria; ur. 20 lutego 2014 w Nowym Jorku) – księżniczka Szwecji, księżna Gotlandii, członkini szwedzkiej rodziny królewskiej, najstarsze dziecko i pierwsza córka Christophera O’Neilla i jego żony, księżniczki Magdaleny. Jest wnuczką króla Szwecji, Karola XVI Gustawa. Zajmuje dziesiąte miejsce w linii sukcesji do szwedzkiego tronu, za swoją matką, a przed swoim młodszym bratem – Mikołajem.

## Życiorys

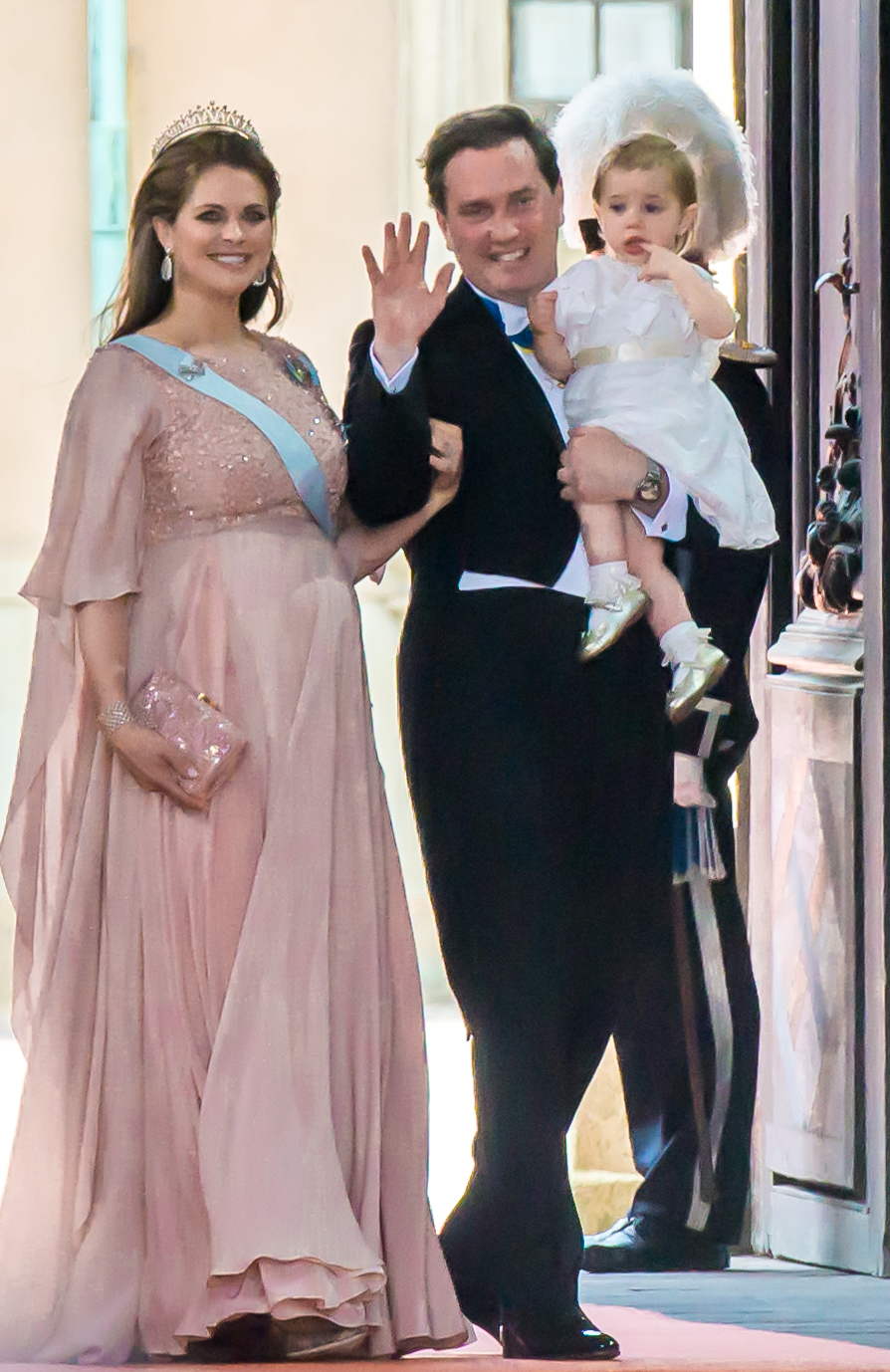
Księżniczka Eleonora podczas uroczystości zaślubin wuja, księcia Karola Filipa (2015)

3 września 2013 rzecznik szwedzkiej rodziny królewskiej podał do wiadomości, że najmłodsza córka króla Karola XVI Gustawa, Magdalena, spodziewa się narodzin swojego pierwszego dziecka. Magdalena poślubiła swojego narzeczonego, Christophera O’Neilla, kilka miesięcy wcześniej. Mężczyzna nie zdecydował się na przyjęcie nazwiska żony oraz tytułu księcia Szwecji, ponieważ musiałby wówczas zrezygnować ze swojej pracy. Księżniczka również nie przyjęła nazwiska męża. Król Szwecji ogłosił, że potomkowie tej pary będą nosić tytuł księcia lub księżniczki Szwecji i będą wpisani do linii sukcesji szwedzkiego tronu.
Dziewczynka urodziła się 20 lutego 2014 roku o godzinie 22.41 w Klinice Weill Cornell Medicine w Nowym Jorku w Stanach Zjednoczonych. Ważyła 3150 gramów i mierzyła 50 centymetrów. Jej ojciec był obecny przy porodzie i osobiście przeciął pępowinę. Podczas konferencji prasowej O'Neill miał powiedzieć: „Wygląda jak mama, tak jak chciałem”, a następnie dodał: „Jest bardzo silna. Ma dziesięć palców u rąk i dziesięć u nóg”. Dziadkowie dziewczynki, król i królowa Szwecji, polecieli do Nowego Jorku, gdy tylko dowiedzieli się o przyjściu na świat ich drugiej wnuczki.
26 lutego 2014 podczas posiedzenia szwedzkiego rządu Karol XVI Gustaw ogłosił imiona dziewczynki: Eleonora Liliana Maria (szw. Leonore Lilian Maria), a także jej tytuły – księżniczki Szwecji i księżnej Gotlandii, wraz z predykatem Jej Królewskiej Wysokości. Eleonora to imię, które nosiła panująca w latach 1718–1720 królowa Szwecji, Ulryka Eleonora. Drugie imię – Liliana – to imię nadane księżniczce na cześć jej ciotki, księżnej Halland, zmarłej w marcu 2013, natomiast Maria odnosi się do matki O’Neilla, Ewy Marii O’Neill. Ponadto, Eleonora jest pierwszą osobą od 1888, która nosi tytuł księżnej Gotlandii i pierwszą kobietą, której ten tytuł przyznano. Poprzednim księciem Gotlandii był Oskar, syn króla Oskara II.
Ma młodszego brata, Mikołaja (ur. 2015), oraz młodszą siostrę, Adriannę (ur. 2018).
Od urodzenia posiada obywatelstwa szwedzkie i amerykańskie.
2 marca w kaplicy zamku królewskiego w Sztokholmie odbyło się uroczyste Te Deum w podziękowaniu za narodziny kolejnej potomkini rodziny królewskiej.
Księżniczka została ochrzczona w wierze luterańskiej w dniu pierwszej rocznicy ślubu swoich rodziców, 8 czerwca 2014 w kaplicy królewskiej pałacu Drottiningholm. Ceremonii przewodniczył arcybiskup Uppsali Anders Wejryd. Jej rodzicami chrzestnymi zostali: Wiktoria, następczyni tronu Szwecji (siostra matki), Tatjana d’Abo (przyrodnia siostra ojca), hrabia Ernst Abensperg und Traun (mąż przyrodniej siostry ojca), Patricia Sommerlath (cioteczna siostra matki), Alice Bamford (przyjaciółka rodziców) i Louise Gottlieb (przyjaciółka rodziców). Eleonora wystąpiła w tradycyjnym stroju, w którym jako pierwszy w 1906 ochrzczony został jej pradziadek, książę Gustaw Adolf. Do chrztu posłużyła woda z drugiej co do wielkości szwedzkiej wyspy, Olandii.
W dniu chrztu została odznaczona Królewskim Orderem Serafinów.
Księżniczka Eleonora została wpisana na piąte miejsce w linii sukcesji szwedzkiego tronu po spełnieniu kilku warunków, w tym przyjęciu chrztu w wierze protestanckiej i posiadaniu szwedzkiego obywatelstwa.
27 kwietnia 2015 w Watykanie uczestniczyła w prywatnej audiencji u papieża Franciszka. W drugiej połowie roku wraz z rodziną przeprowadziła się do Londynu.
3 czerwca 2016, w swoim pierwszym oficjalnym wystąpieniu, odwiedziła Gotlandię, prowincję, od której pochodzi jej tytuł.
W sierpniu 2017 rozpoczęła naukę w szwedzkim przedszkolu. 
We wrześniu 2018 dwór potwierdził, że rodzina O'Neill przeprowadziła się do Miami w Stanach Zjednoczonych.
7 października 2019 na mocy dekretu króla Szwecji Eleonora utraciła predykat Jej Królewskiej Wysokości i przestała być członkinią szwedzkiego domu królewskiego (ale pozostała członkinią szwedzkiej rodziny królewskiej, zachowała tytuł księżnej Gotlandii oraz miejsce w linii sukcesji tronu). Król Karol XVI Gustaw chciał w ten sposób uregulować, kto z jego potomków będzie reprezentował go w oficjalnych wystąpieniach – ograniczył liczbę tych osób do swoich dzieci, zięcia, synowej i dzieci najstarszej córki. Księżniczka Magdalena skomentowała decyzję ojca jako planowaną od dawna i dającą jej dzieciom więcej możliwości.

## Odznaczenia
- Order Królewski Serafinów – 2014

## Tytulatura
20 lutego 2014 – 6 października 2019: Jej Królewska Wysokość księżniczka Eleonora, księżna Gotlandii
od 7 października 2019: Księżniczka Eleonora, księżna Gotlandii

## Genealogia
| Pradziadkowie                  | Paul O'Neill ∞ Josephine Cesario                                     | Paul O'Neill ∞ Josephine Cesario                                     | Otto Walter ∞ Maria Michi                                            | Otto Walter ∞ Maria Michi                                            | Gustaw Adolf Bernadotte (1906-1947) ∞ Sybilla Koburg (1908–1972)            | Gustaw Adolf Bernadotte (1906-1947) ∞ Sybilla Koburg (1908–1972)            | Walther Sommerlath (1901–1990) ∞ Alice Soares de Toledo (1906–1997)         | Walther Sommerlath (1901–1990) ∞ Alice Soares de Toledo (1906–1997)         |
| Dziadkowie                     | Paul O'Neill (1926-2004) ∞ Eva Maria Walter (ur. 1940)               | Paul O'Neill (1926-2004) ∞ Eva Maria Walter (ur. 1940)               | Paul O'Neill (1926-2004) ∞ Eva Maria Walter (ur. 1940)               | Paul O'Neill (1926-2004) ∞ Eva Maria Walter (ur. 1940)               | Król Szwecji Karol XVI Gustaw (ur. 1946) ∞1976 Sylwia Sommerlath (ur. 1943) | Król Szwecji Karol XVI Gustaw (ur. 1946) ∞1976 Sylwia Sommerlath (ur. 1943) | Król Szwecji Karol XVI Gustaw (ur. 1946) ∞1976 Sylwia Sommerlath (ur. 1943) | Król Szwecji Karol XVI Gustaw (ur. 1946) ∞1976 Sylwia Sommerlath (ur. 1943) |
| Rodzice                        | Christopher O'Neill (ur. 1974) ∞2013 Magdalena Bernadotte (ur. 1982) | Christopher O'Neill (ur. 1974) ∞2013 Magdalena Bernadotte (ur. 1982) | Christopher O'Neill (ur. 1974) ∞2013 Magdalena Bernadotte (ur. 1982) | Christopher O'Neill (ur. 1974) ∞2013 Magdalena Bernadotte (ur. 1982) | Christopher O'Neill (ur. 1974) ∞2013 Magdalena Bernadotte (ur. 1982)        | Christopher O'Neill (ur. 1974) ∞2013 Magdalena Bernadotte (ur. 1982)        | Christopher O'Neill (ur. 1974) ∞2013 Magdalena Bernadotte (ur. 1982)        | Christopher O'Neill (ur. 1974) ∞2013 Magdalena Bernadotte (ur. 1982)        |
| Eleonora Bernadotte (ur. 2014) |                                                                      |                                                                      |                                                                      |                                                                      |                                                                             |                                                                             |                                                                             |                                                                             |